# O la borsa o la vita
O la borsa o la vita è un film del 1933 diretto da Carlo Ludovico Bragaglia.

## Trama
Un agente di borsa, dopo aver coinvolto un suo amico in un crack finanziario, decide di togliersi la vita ma, nonostante vari tentativi, non ci riesce. Finisce in quello che crede un covo di anarchici, ma poi si rende conto che si tratta solo di matti scappati da una clinica. Rimasto solo in un'osteria, immagina l'incubo di dover affrontare i suoi creditori, ma alla fine l'indice azionario lo salva e la felicità ritorna.

## Produzione
Il soggetto è tratto da La dinamo dell'eroismo, un radiodramma scritto da Alessandro De Stefani per l'EIAR e andato in onda all'inizio del 1932. Il film fu girato negli stabilimenti Cines di Via Vejo a Roma nell'estate del 1932, per uscire nelle sale all'inizio del 1933. Partecipante straordinario l'asso dell'aviazione Mario De Bernardi, che effettua alcune evoluzioni acrobatiche sul suo aereo. Si tratta del primo film italiano ambientato nella borsa; per il successivo si dovrà attendere L'eclisse, diretto da Michelangelo Antonioni nel 1962.

## La critica
Filippo Sacchi nel Corriere della Sera del 13 gennaio 1933: «Il film era molto difficile. Temi di questa sorta portati a filo di paradosso, esigono una giustezza di tono in cui anche i più forti cadono. Nonostante qualche oscurità, nonostante parecchie lentezze (il sogno è pieno di cose assai belle, ma interrompe troppo l'azione). Il film si regge sino all'episodio dei pazzi. Ma a questo punto il film sbanda decisamente. Quell'episodio non convince né come caricatura né come peripezia è puerile e così finisce per scontentare tutti sia quelli che cercavano nel film la verosimiglianza, sia quelli che cercavano la fantasia. Peccato, perché c'era in questo film una generosa ricerca di stile, un desiderio dalle vie battute, un tentativo degno di rispetto».